# Def Leppard
Def Leppard ist ursprünglich eine New-Wave-of-British-Heavy-Metal-Band, die zwischen 1983 und 1992 ihre größten Erfolge feierte. Der Musikstil der Band wandelte sich nach dem dritten Album zunehmend in Richtung kommerzieller Hard Rock.  Ihr erfolgreichstes Album ist das im Sommer 1987 erschienene vierte Studiowerk Hysteria.

## Geschichte

### 1977–1982: Die Anfangsjahre
Def Leppard starteten 1977 als Schülerband unter dem Namen Atomic Mass im englischen Sheffield. Gegründet wurde die Band von Gitarrist Pete Willis, Bassist Rick Savage und Schlagzeuger Tony Kenning. Sänger Joe Elliott brachte mit seinem Einstieg gleich den neuen Namen Def Leppard (von Deaf Leopard) mit. Die Band gab ihr erstes Konzert vor einigen Freunden im Dezember 1977 und spielte ein Set, das vornehmlich aus Coverversionen von Bands wie Thin Lizzy oder David Bowie sowie der Eigenkomposition Misty Dreamer bestand. Im Januar 1978 nahm die Band als zweiten Gitarristen Steve Clark in ihre Reihen auf. Das offizielle Livedebüt von Def Leppard folgte am 18. Juli 1978 in der Westfield School in Sheffield und bereits im November 1978 nahmen Def Leppard ihre erste Single auf. Kenning verließ die Band, nachdem ihn seine Freundin aufgefordert hatte, sich zwischen ihr und der Gruppe zu entscheiden. Er wurde kurz darauf trotzdem von ihr verlassen. Neuer Drummer wurde Frank Noon. Dieser blieb für sieben Konzerte bei Def Leppard und wurde danach von Rick Allen ersetzt. Die Aufnahmen für die EP Getcha Rocks Off kosteten die Band 148,50 £ bei einer Auflage von 1000 Stück. Die Erstauflage war schnell vergriffen, weswegen die EP auf dem von der Band gegründeten Label Bludgeon neu aufgelegt wurde.
Unterstützt vom Musikmagazin Sounds riss die Nachfrage nicht ab. Eine erneute Neuauflage mit 24.000 verkauften Schallplatten erreichte Platz 84 der erweiterten englischen Charts. Mitte 1979 unterschrieb Def Leppard bei Phonogram und tourte bereits im Herbst als Vorband von Sammy Hagar durch England. Eine neue Single namens Wasted folgte, bevor die Band als Support von AC/DC auf ihre Highway-to-Hell-Tour aufsprang. Auf dieser Tour lernten sie den AC/DC-Manager Peter Mensch kennen, der fortan auch für die Belange von Def Leppard zuständig war. Nach der Veröffentlichung des Debütalbums On Through the Night im Jahr 1980 tourte die Band ab Mai intensiv durch die Vereinigten Staaten als Vorband für Bands wie Judas Priest, AC/DC, Ted Nugent oder Pat Travers.
Obwohl Def Leppard erst am Anfang ihrer Karriere standen, wurden in England bereits Stimmen laut, die ihnen wegen dieser Tourneen den Ausverkauf an den amerikanischen Markt vorwarfen. Während ihres Auftritts am Reading Festival wurden sie mit Flaschen beworfen. Für das zweite Album wählten sie Robert John Lange als Produzenten. Das Album High ’n’ Dry erschien am 6. Juli 1981. Weitere Tourneen durch Amerika im Vorprogramm von Rainbow, Ozzy Osbourne und Blackfoot festigten den Status der Band in den Staaten. Der frisch aufkommende Musiksender MTV nahm ihren Song Bringin' on the Heartbreak in die Heavy Rotation auf, was wiederum das Album in die Charts brachte. Auch für das dritte Album engagierten Def Leppard John Lange als Produzenten. Während der Aufnahmen trennten sie sich von Gitarrist Pete Willis. Er wurde während der Aufnahmen wegen seines übermäßigen Alkoholkonsums aus der Band geworfen und im Juli 1982 durch Phil Collen (ex-Girl) ersetzt. Mit der Veröffentlichung von Pyromania erreichte die Band, weltweit gesehen, den großen Durchbruch.

### 1983–1993: Der Durchbruch und weltweite Erfolg
Phil Collen gab sein Livedebüt im Februar 1983 im Londoner Marquee Club. England schien der Band ihr Engagement in Amerika immer noch übel zu nehmen, die Hallen waren teilweise nur halb voll. In den USA war das Bild hingegen komplett anders. Die Tour begann die Band als Support für Billy Squier, doch bereits ab März spielten sie als Headliner mit Bands wie Krokus, John Butcher Axis, Gary Moore und Uriah Heep im Vorprogramm. Pyromania erreichte in den amerikanischen Charts Platz 2, ihre Tour war die zweiterfolgreichste des Jahres – nach Michael Jackson. Das Album blieb 92 Wochen in den Charts und verkaufte sich durchschnittlich bis zu 100.000 Mal pro Woche. Am Ende des Jahres hatten Def Leppard neun Millionen Schallplatten verkauft. Die Welttour endete im Februar 1984 in Bangkok und die Band ging umgehend wieder mit Mutt Lange ins Studio. Die resultierenden Aufnahmen fielen aber weder zur Zufriedenheit der Band noch des Produzenten aus, deswegen war die Gruppe gezwungen, von vorne zu beginnen.
Im Dezember 1984 ereilte die Band ein schwerer Schicksalsschlag. Drummer Rick Allen musste nach einem Autounfall auf dem Weg zu einer Silvesterparty, als seine Chevrolet Corvette in einer scharfen Kurve von der Straße abkam und durch eine Steinmauer prallte, der linke Arm amputiert werden. Trotzdem trennte sich die Band nicht von ihm. Für Allen wurde ein spezielles, elektronisches Drumkit entwickelt, das er mit einem Arm und beiden Beinen bedienen kann. An der Entwicklung war unter anderem die US-amerikanische Raumfahrtbehörde NASA beteiligt. Allen musste seine Schlagzeugtechnik zwar komplett neu erlernen, doch er war damit wieder in der Lage zu trommeln. Für einige Livekonzerte im Jahr 1986 wurde mit Status-Quo-Drummer Jeff Rich eine Aushilfe für Allen engagiert, doch schon nach kurzer Zeit saß Allen wieder am Schlagzeug, so u. a. bei ihrem Auftritt beim legendären Monsters-of-Rock-Festival im Donington Park.
1987 veröffentlichten Def Leppard ihr viertes Longplayer-Album unter dem Titel Hysteria und zahlreiche Singles. Die erste Single Women verkaufte sich zunächst nur schleppend. Der Erfolg wurde dafür später umso überwältigender. Das Album schaffte es nach 49 Wochen schließlich auf Platz 1 der US-amerikanischen Charts und stieg infolgedessen weltweit wieder in die Hitparaden ein. In Kanada, Australien, Neuseeland und schließlich auch in ihrem Heimatland England erreichte die Band ebenfalls die Spitze der Charts, in Australien ziemlich genau zwei Jahre nach Erstveröffentlichung. Die Single Armageddon It erreichte in den USA Platz 3, Pour Some Sugar on Me Platz 2 und die Ballade Love Bites sogar Platz 1. Am Ende verkauften Def Leppard bis 2016 fast 25 Millionen Alben. Die zu Hysteria gehörende Tour sorgte für Aufsehen, weil die Bühne nicht wie gewohnt an einem Ende des Stadions oder der Halle stand, sondern mittendrin. Auch die Headlinertour in Deutschland war weitestgehend ausverkauft. Im Vorprogramm spielte Michael Schenker mit seiner Band MSG, die damals aufgrund des Sängers in Schenkers Band, Robin McAuley, McAuley Schenker Group und nicht wie gewohnt Michael Schenker Group hieß. In Denver nahm die Band ihr Livevideo In the Round in Your Face auf.
Das Schicksal schlug während der Aufnahmen zum nächsten Album Adrenalize am 8. Januar 1991 erneut zu, als Gitarrist Steve Clark an einer Überdosis aus Alkohol, Antidepressiva und Schmerzmitteln starb. Die Band stellte das Album als Quartett fertig, es erschien im März 1992 und stieg in den USA sofort auf Platz 1 der Charts ein. Im Nu verkaufte die Band über sechs Millionen Einheiten. Auch in England, Neuseeland, Kanada, Australien und der Schweiz wurde das Album die Nummer 1.
Mit einem Nachfolger für Clark ließ sich die Band unterdessen Zeit. Während die Presse über John Sykes (Thin Lizzy, Whitesnake) und Phil Collens ehemaligen Girl-Bandkollegen Gerry Laffy spekulierte, fassten Def Leppard zwei andere Kandidaten ins Auge. Zum einen war das Robin George (Magnum), zum anderen Ex-Dio-Gitarrist Vivian Campbell. Letzterer wurde Mitte April als neues Bandmitglied vorgestellt und tourte mit der Band die anschließenden 15 Monate durch die Welt. Den ersten großen Auftritt im neuen Line-up mit Campbell hatte die Band am 20. April 1992 beim Freddie Mercury Tribute Concert im Londoner Wembley-Stadion.
Ihr Beitrag zum Soundtrack des Arnold-Schwarzenegger-Films Last Action Hero bescherte der Band einen weiteren Hit. Two Steps Behind verfehlte in den USA nur knapp die Top Ten. 1993 schoben Def Leppard ein Album mit dem Titel Retro Active nach, das aus Raritäten und B-Seiten, wie etwa der Singleauskoppelung Action, einer Cover-Version eines Sweet-Songs, besteht.

### 1994–2006: Die erfolglosen Jahre
Während viele 1980er-Jahre-Rockbands bereits in der ersten Hälfte der 1990er-Jahre von der Grunge-Welle weggespült wurden, traf es Def Leppard erst 1996 mit dem Album Slang. Die zeitgemäße Ausrichtung und ein partieller Imagewechsel vermochten keine neuen Fans zu gewinnen, sondern vergraulten vielmehr alte Anhänger. Die Chartplatzierungen konnten sich weltweit im Vergleich zu anderen Bands ähnlicher musikalischer Ausrichtung trotzdem noch sehen lassen. Die Verkäufe bleiben aber weit hinter denen der erfolgreichen Jahre der Band zurück.
Das 1999er Album Euphoria markierte dann eine Rückkehr zu alten Tugenden. So erinnerte nicht nur der Titel an die 1980er Jahre, sondern auch das Coverartwork wurde wieder von Andie Airfix entworfen. Ex-Formel-1-Rennfahrer und Hobbygitarrist Damon Hill ist als Gast auf dem Album zu hören. Er spielt ein Gitarrensolo auf dem Song Demolition Man. 2002 erschien das Album X. Aufgrund seiner softeren Ausrichtung spaltete X die Fangemeinde und so wurden auf der Tour nur maximal zwei Songs der Platte gespielt.
Im Jahr 2006 veröffentlichten Def Leppard ein Album mit dem Titel Yeah!, das ausschließlich aus Coverversionen von Bands wie Thin Lizzy, The Kinks, Roxy Music oder Electric Light Orchestra besteht. Am 16. Oktober desselben Jahres erschien eine Deluxe Edition des Hysteria-Erfolgsalbums, auf der sich neben den regulären Albumtracks einige Single-B-Seiten sowie auf einer zweiten CD Liveaufnahmen und Remixe befinden.

### Seit 2006: Def Leppard heute

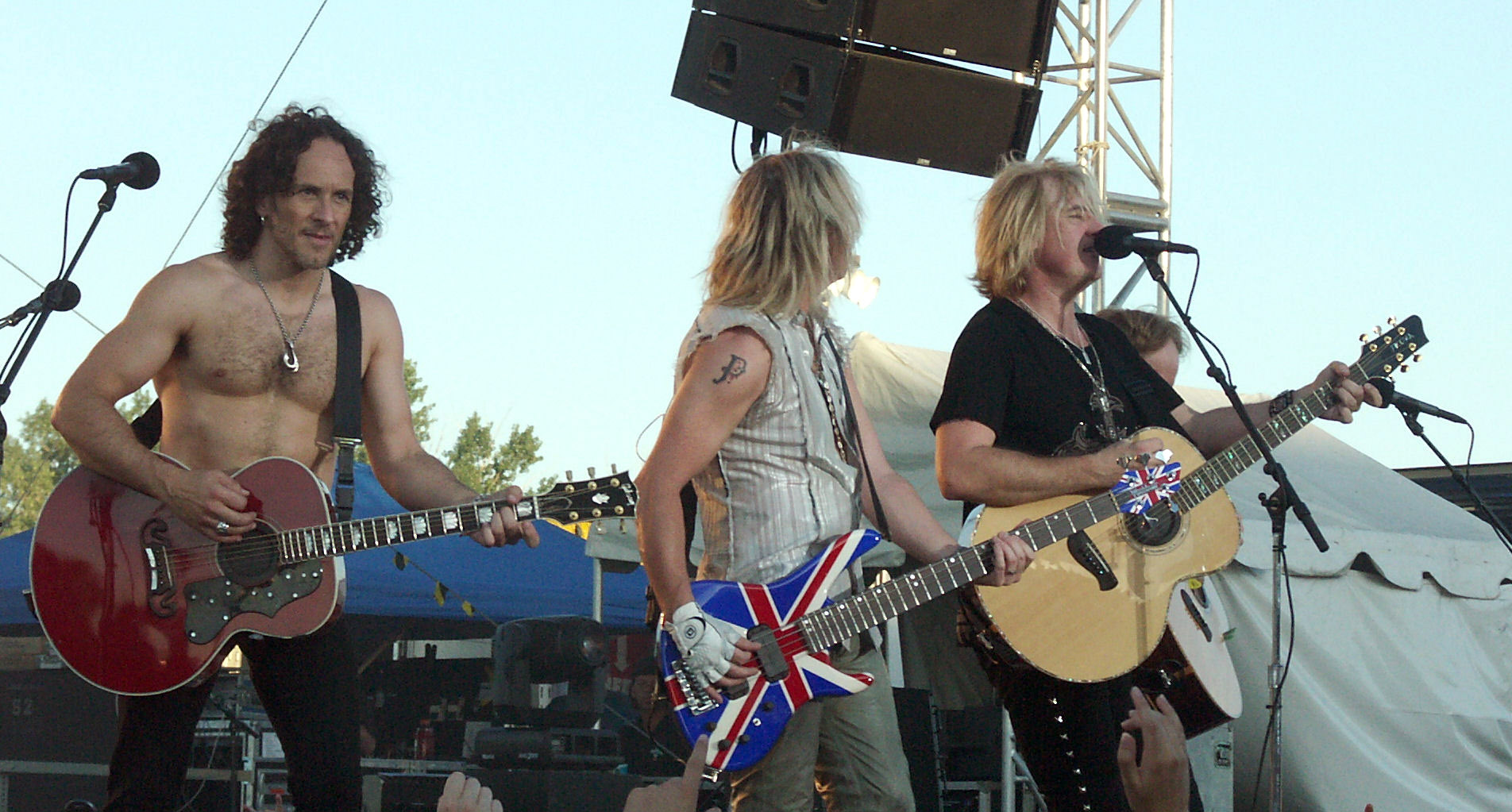
Def Leppard live, 2007

Def Leppard touren auch heute noch als erfolgreiche Rockband um die Welt und können sich auf eine treue Fangemeinde verlassen. Ihre US-Tour 2005 führte sie zusammen mit Co-Headliner Bryan Adams durch die Stadien Amerikas und Kanadas, die 2006er Tour bestritten sie gemeinsam mit Journey. Ihre aktuellen Alben erreichen regelmäßig gute Chartplatzierungen. Am 17. Juni 2011 veröffentlichte die Gruppe ihr erstes Livealbum, das den Titel Mirror Ball trägt und zusätzlich drei neue Studioaufnahmen enthält.
Im Sommer 2012 kündigten Def Leppard an, einige ihrer älteren Stücke wieder neu aufzunehmen und direkt zu veröffentlichen. Vorausgegangen war ein Streit der Band mit Universal Music über die Nutzungsrechte der älteren Werke, besonders für digitale Angebote, der zu keiner Einigung führte. Eine Regel im Urheberrecht sieht vor, dass neue Versionen eigener Lieder auch dann erlaubt sind, wenn die Nutzungs- und Verwertungsrechte bei Dritten liegen. Nach Angaben von Nielsen SoundScan wurde die Neuaufnahme von Pour Some Sugar On Me bereits 21.000-mal kostenpflichtig heruntergeladen, die von Rock of Ages über 5.000-mal.
Seit 2014 wird Vivian Campbell des Öfteren von Steve Brown (Trixter) vertreten, da er 2013 an Krebs erkrankt war und dieser 2015 erneut zurückkam.
Am 30. Oktober 2015 erschien das 11. Studioalbum der Band mit dem Titel Def Leppard. Die erste Single Let’s Go erschien bereits am 15. September 2015.
Im März 2019 wurde Def Leppard in die Rock and Roll Hall of Fame aufgenommen. Die Laudatio hielt Brian May (Queen).
Bei zahlreichen Alben arbeitete man mit dem irischen Toningenieur Ger McDonnell zusammen.
Am 17. März 2022 veröffentlichte die Band die Single Kick, die erste Auskopplung aus dem für den 27. Mai 2022 angekündigten Album Diamond Star Halos. Am 21. April folgte die Single Take What You Want, am 20. Mai erschien Fire It Up. Zu Kick und Fire It Up veröffentlichte die Band außerdem Musikvideos.
Am 16. Juni 2022 startete Def Leppard gemeinsam mit Mötley Crüe, Joan Jett And The Blackhearts und Poison in den USA auf die The Stadium Tour, während der die vier Bands insgesamt 36 Konzerte gaben. Diese Tournee sollte ursprünglich bereits 2020 starten, wurde wegen der COVID-19-Pandemie jedoch mehrfach verschoben. 2023 weiteten Mötley Crüe und Def Leppard diese Tour um weitere Termine in Amerika und Europa zur The World Tour aus, mit Alice Cooper als Gaststar.

## Diskografie
Studioalben

| Jahr | Titel                         | Höchstplatzierung, Gesamtwochen, AuszeichnungChartplatzierungen (Jahr, Titel, Platzierungen, Wochen, Auszeichnungen, Anmerkungen) | Höchstplatzierung, Gesamtwochen, AuszeichnungChartplatzierungen (Jahr, Titel, Platzierungen, Wochen, Auszeichnungen, Anmerkungen) | Höchstplatzierung, Gesamtwochen, AuszeichnungChartplatzierungen (Jahr, Titel, Platzierungen, Wochen, Auszeichnungen, Anmerkungen) | Höchstplatzierung, Gesamtwochen, AuszeichnungChartplatzierungen (Jahr, Titel, Platzierungen, Wochen, Auszeichnungen, Anmerkungen) | Höchstplatzierung, Gesamtwochen, AuszeichnungChartplatzierungen (Jahr, Titel, Platzierungen, Wochen, Auszeichnungen, Anmerkungen) | Anmerkungen                                                                                  |
| Jahr | Titel                         | DE | AT | CH | UK | US | Anmerkungen                                                                                  |
| ---- | ----------------------------- | --- | --- | --- | --- | --- | -------------------------------------------------------------------------------------------- |
| 1980 | On Through the Night          | — | — | — | UK15 (8 Wo.)UK | US51 Platin · (51 Wo.)US | Erstveröffentlichung: 14. März 1980 Verkäufe: + 1.100.000                                    |
| 1981 | High ’n’ Dry                  | — | — | — | UK26 (7 Wo.)UK | US38 ×2Doppelplatin · (124 Wo.)US                                                                                                 | Erstveröffentlichung: 6. Juli 1981 Verkäufe: + 2.100.000                                     |
| 1983 | Pyromania                     | DE20 a (1 Wo.)DE | — | CH45 a (1 Wo.)CH | UK18 Silber · (8 Wo.)UK | US2 Diamant · (124 Wo.)US | Erstveröffentlichung: 20. Januar 1983 Platz 384 der Rolling Stone 500 Verkäufe: + 10.880.000 |
| 1987 | Hysteria                      | DE10 (19 Wo.)DE | AT71 (1 Wo.)AT | CH2 Platin · (17 Wo.)CH | UK1 ×2Doppelplatin · (108 Wo.)UK                                                                                                  | US1 ×2Diamant + Doppelplatin · (136 Wo.)US                                                                                        | Erstveröffentlichung: 3. August 1987 Platz 472 der Rolling Stone 500 Verkäufe: + 20.000.000  |
| 1992 | Adrenalize                    | DE8 (32 Wo.)DE | AT11 (20 Wo.)AT | CH1 Platin · (27 Wo.)CH | UK1 Gold · (30 Wo.)UK | US1 ×3Dreifachplatin · (65 Wo.)US                                                                                                 | Erstveröffentlichung: 31. März 1992 Verkäufe: + 4.267.500                                    |
| 1996 | Slang                         | DE34 (11 Wo.)DE | AT38 (7 Wo.)AT | CH19 (10 Wo.)CH | UK5 Gold · (11 Wo.)UK | US14 Gold · (12 Wo.)US | Erstveröffentlichung: 14. Mai 1996 Verkäufe: + 700.000                                       |
| 1999 | Euphoria                      | DE14 (9 Wo.)DE | AT48 (2 Wo.)AT | CH14 (5 Wo.)CH | UK11 (7 Wo.)UK | US11 Gold · (16 Wo.)US | Erstveröffentlichung: 8. Juni 1999 Verkäufe: + 650.000                                       |
| 2002 | X                             | DE19 (5 Wo.)DE | AT35 (3 Wo.)AT | CH9 (9 Wo.)CH | UK14 (4 Wo.)UK | US11 (8 Wo.)US | Erstveröffentlichung: 30. Juli 2002                                                          |
| 2006 | Yeah!                         | DE73 (1 Wo.)DE | — | CH57 (3 Wo.)CH | UK52 (1 Wo.)UK | US16 (10 Wo.)US | Erstveröffentlichung: 23. Mai 2006                                                           |
| 2008 | Songs from the Sparkle Lounge | DE43 (2 Wo.)DE | — | CH29 (3 Wo.)CH | UK10 (3 Wo.)UK | US5 (7 Wo.)US | Erstveröffentlichung: 25. April 2008                                                         |
| 2015 | Def Leppard                   | DE10 (3 Wo.)DE | AT18 (2 Wo.)AT | CH2 (5 Wo.)CH | UK11 (5 Wo.)UK | US10 (4 Wo.)US | Erstveröffentlichung: 30. Oktober 2015                                                       |
| 2022 | Diamond Star Halos            | DE8 (4 Wo.)DE | AT10 (2 Wo.)AT | CH4 (9 Wo.)CH | UK5 (4 Wo.)UK | US10 (2 Wo.)US | Erstveröffentlichung: 27. Mai 2022                                                           |
| 2023 | Drastic Symphonies            | DE17 (1 Wo.)DE | AT42 (1 Wo.)AT | CH10 (2 Wo.)CH | UK4 (1 Wo.)UK | US54 (1 Wo.)US | Erstveröffentlichung: 19. Mai 2023 mit dem Royal Philharmonic Orchestra                      |

grau schraffiert: keine Chartdaten aus diesem Jahr verfügbar